# Кампиданский диалект

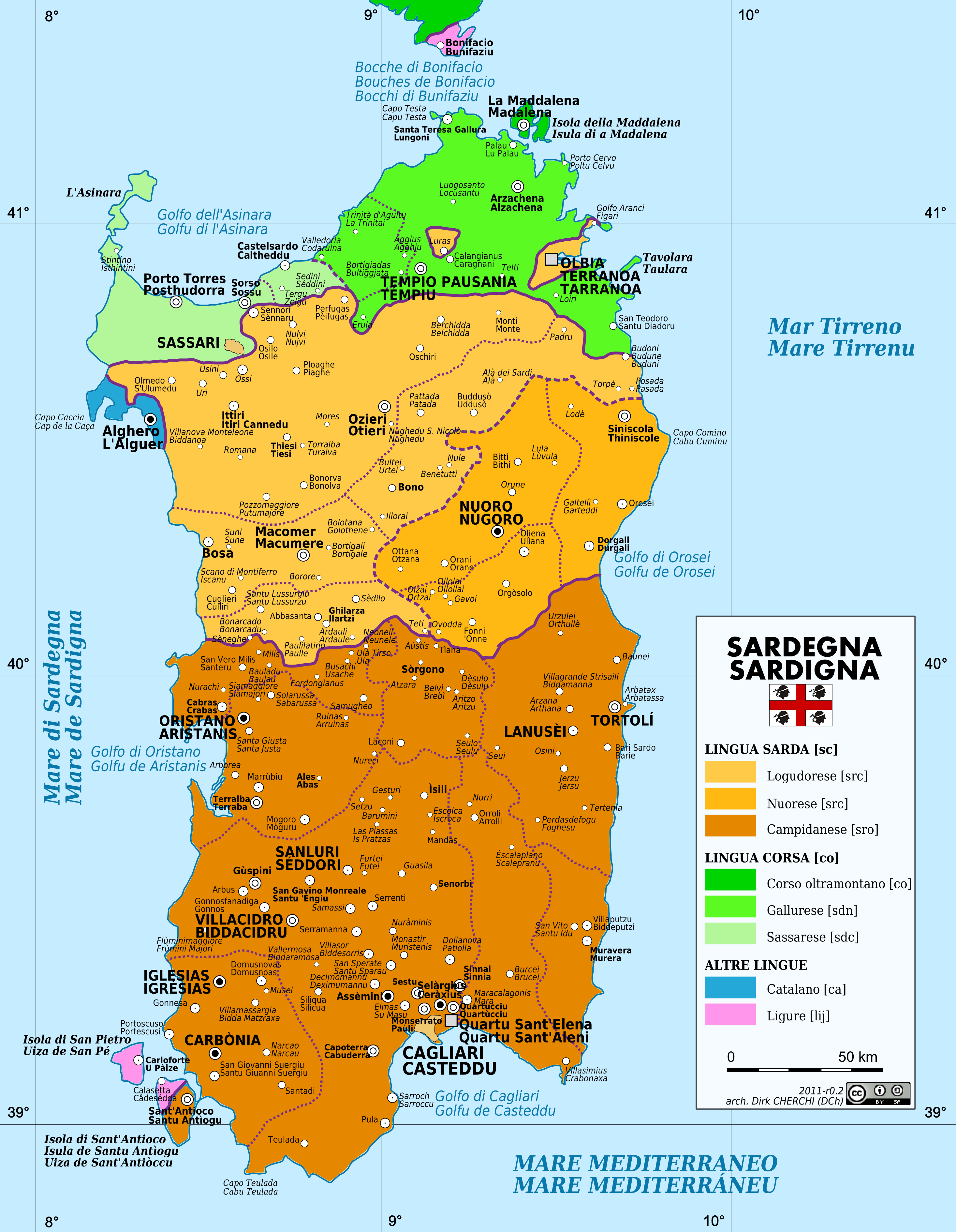
Распространение сардинского и других языков на острове Сардиния

Кампиданский диалект (сард. Sardu Campidanesu) — стандартизированный вариант сардинского языка, на котором в основном говорят на территории бывшей провинции Кальяри, Италия.
Традиционно название «Кампидано» относится к плодородной области, расположенной вокруг городов Гуспини и Виллачидро. Кампиданский и его разновидности можно найти по всей провинции Кальяри, а не только в провинции Медио-Кампидано. Кампиданский также распространён в некоторых частях провинции Нуоро, в частности, в области Ольястра и в южной части провинции Ористано, включая её столицу. Однако, именно в этой точке язык переходит в логудорский диалект.
Кампиданский диалект является понятным жителям центральной и южной Сардинии, где говорят на логудорском, но не понятен живущим на крайнем севере острова, где говорят на корсикано-сардинских диалектах. Италоговорящие с трудом понимают кампиданский, как и любой другой диалект сардинского языка. Сардинский язык — это автономная языковая группа, а не диалект итальянского, как это часто отмечается, из-за его морфологических, синтаксических и лексических отличий от итальянского.
В 2009 году администрация провинции Кальяри утвердила орфографию, фонетику, морфологию, лексику и словарные правила для кампиданского диалекта.

## Субдиалекты
Существует шесть основных взаимопонятных говоров (субдиалектов) кампиданского диалекта: арборенский, кальярский, меридиональнский, ольястринский, гуспинский и вильячидресский. Кальярский является говором кампиданского, на котором говорят в столице, Кальяри, однако, он распространён и в большинстве соседних городов и деревень в 15 км от Кальяри.

## Словарь
В кампиданском есть некоторое количество заимствованных слова из арагонского, каталанского и испанского языков. С начала XX века, наблюдается увеличение лексических заимствований из итальянского языка. Это особенно заметно на примере технических терминов, для которых нет никаких кампиданских эквивалентов. Однако многие слова из итальянского изменились фонетически так, что они звучат по-сардински. Заимствованные из итальянского слова, которые заканчиваются на o, часто заменяются на у. Сильный акцент кампиданского также изменяет звучание слова.

## Характеристика
Существительные в единственном числе 3-го склонения латинских существительных с окончанием на «-i» (кампиданское «pisci» и логудорское pisce).
Во множественном числе артикль «есть» (кампиданское is terras и логудорское sas terras).
Причастие настоящего времени в «-endi» (кампиданское èssendi и логудорское èssende).
Сохранение латинской фонемы <qu> и <gu> (/kʷ/ и /gʷ/) в таких словах, как akua (вода) и sànguni (кровь).
Палатализация латинского слова — начальный /к/ до /e/ И /i/ (лат. centrum > centu ср. логудорское chentu). В средней позиции, /к/ будет -/ʒ/- (лат. decem > dexi ср. логудорское deghe) или -/ʃʃ/- (лат. piscem > «pisci»).
Трансформация /rj/ в /rg/, /nj/ в /ng/, /lj/ в /ll/ и /ti/, /te/ в /tz/.
Вставная /а/ перед начальным /r/ (лат. rubeum > arrubiu).
Метатезы (логудорское Carbonia и кампиданское Crabonia).
Каталонское влияние (такие слова, как seu «собор», заимствованное из каталонского).

## Письменность
Кампиданский диалект использует латинский алфавит. Как и итальянский, кампиданский не использует W и Y. Кампиданский также использует диграфы gh, что произносится /g/, ch произносится /k/ перед гласнымиe И i, tz произносится /ts/ и х, произносится /ʒ/.
В фонетическом синтаксисе, последняя или интервокальная t произносится как /d/ (н-р: issu andat, что означает "он идет", произносится issu andada ) и s произносится как /з/, (н-р, sa mesu, означающее "стол", произносится sa mez̪a). В случае, если есть согласные звуки, как s, t или nt в конце слова, где помогающие гласные обычно добавляются (н-р, sa domu, is domus(u), дом, дома).
Если перед согласной, то "i" вставляется перед обычно начальным s (н-р: sa scala, is (i)scalas(a), лестница, лестницы). Орфографические правила были введены в провинции Кальяри 17 марта 2010 года.

## Примеры

### Средневековые распорядительные документы
(30 мая 1225)
Ego Benedicta de Lacon cum filiu miu donnigellu Guglelmu, per boluntadi de donnu Deu potestando parti de Calaris, fazzulli custa carta ad Sanctu Georgi de Sepollu de Gurgu et ad Sanctu Gorgoni et ad Sanctu Vittu pro beni ki llis fazzu pro Deu innanti et pro s'anima mia et de parentis mius. Dau potestadi et assoltura de paschiri et a aquari sa causa de Sanctu Georgi de Sebollu daa Serramanna fini ad s'oliastru de Semassi, k'esti paris cun s'ortu de sutta billa, berbeis et cabras, et porcus et baccas, et eguas et cavallus. Et no ndi levit pegus perunu pro terra maina et ni atera causa peruna ni ad sa dommu de Sanctu Georgi et ni ad sus serbus, nin pro Iuigi, nin pro donnigellu et nin pro curadori et nin pro armentariu et ni ad peruna personi de su mundu.

### Поэзия
Femu cassadori

(Efisiu Pintor Sirigu, Cagliari, 1765 - 1814)

                      

Femu cassadori, e tenemu scupeta

E mai una beta — emu potziu cassai.

                      

Ah! ita fortuna custorta appu tentu!

Sendir'arziendi ind'una muntagnedda,

Andendur'a cassa po divertimentu,

Incontru passendiri una betixedda

Tanti bellixedda - sartiendi in s'arroca,

Beni fatte coca - de corpus gratziosa;

Fiat grandu cosa - su ddi ponni avatu;

M'aturu unu tratu - po dda cuntemplai.

                      

Po dda cuntemplai - m'aturu unu pagu

Po dda biri sola sartiend'e gioghendi;

M'arrimu a su truncu de unu bell'imbragu,

Po mi benni a tiru femu castiendi,

Ma cunsiderendi - cementi pasciat,

Mali mi pariat - su dda tenni morta:

Arresolvu de un' 'orta - de no dda bociri,

Ddolemu sighiri - senz' 'e dda sparai.

                      

Ddolemu sighiri - fìnzas aund'andàt

Senz' 'e mi dda perdi de vista un'istanti,

A dognia parti issa si castiàt,

Po chi cassadori non fessit ananti,

Ma deu costanti - in cudd' idea mia

Sighemu in sa bia - ch'issa caminàt

Si si furriàt - deu m'acuamu,

E atesu nd'andamu - po non m' osservai.

                        

Po no m'osservai — de cussas alturas,

E de un'altu boscu plenu de spinas,

Deu dd'aspettamu in mesu a is planuras,

Po dda ferri beni asutta de sa schina:

Ma issa mischina - sa morti timendi,

Andàt scartendi - cuddu logu claru,

Po tenni arreparu - de no essi bista,

Caminendi crispa - po no dda ciapai.

                       

Caminendi crispa - in cussu montixeddu,

E scurta scurta senz' 'e si fidai;

Ita fazzu deu, senza de cerbeddu

Su passu de pressi mi pongu avanzai;

A si furriai - benit a mi biri;

Scapat a fuiri - coment' 'e unu lampu,

Fuit de su campu - a mesu su padenti,

Senz' 'e sciri comenti - dda podi incontrai.

                       

No sciemu cementi - prus dda podi biri

Cun disisperu de s'anima mia;

Si de una parti dd' 'olemu sighiri,

Mirendu s'arrastu, a bortas ddu perdiat;

De tali genia - passu peda arratu;

Sentendu su fattu - de m' essi inclarau;

Non perdu coidau - camminu de pressi,

Penzendi ch'iad essi - in logh' 'e arreposai.

                       

Penzendi, ch'iad essi - comenti giai fiat,

Asut' 'e una mata dda biu discantzendu,

Dda miru, e m'acatu chi prus no podiat

Scampai de mei, mischina, currendu;

Dda biu dormendu - cun grandu dulciura;

Biu s’ermosura – mi ndi parit mali,

Chi corpu fatali - ddi trunchit sa vida:

Senza de ferida - dd' 'olemu gosai.

                       

Chi si est dormida - dda scidu in cust'ora...

Mi ndi cumpassivu, e ndi tengu piedadi,

Custa beta mia dd'arriservu ancora,

Biendu chi portat tanti giustedadi,

Canzau giai m'at - ma est gratziosa,

No est mellus cosa - de dda biri gioghendu.

Est lesta sartiendu - est med'atrativa;

Chi a prusu m'atriva - no mi fait plexeri;

Giai ndi seu meri - no dd' 'ollu sparai.

Femu cassadori.

### Проза
Po cantu Biddanoa - 1987
(Benvenuto Lobina 1914 - 1993)
Su trenu de Casteddu arribàt a mesudì. Ma de candu intràt in is furriàdas de Tacchu de Nurri e ancora no si biìat, s’intendìat su ciuff ciuff e su fragu de su fumu, màssima candu tiràt bentu estu. Sa primu a si biri fut sa macchina, candu s’incraràt in sa trincera de terra arrùbia e fut po lompi a su scàmbiu. Tandu su ciuff ciuff si faìat prus forti, a cuncórdiu cun is stantuffus chi movìant is arrodas, e su trenu, sulendu fumu biancu finza a celu, saludàt alligru is acacias chi fùant abetendiddu, strantaxas pe parti che sordaus.
Mancai fessit cincu oras currendu e èssit passau Campidanu, Partiolla, Trexenta e Sarcidanu, non parìat fadiau. Passau su scàmbiu arrallentàt e si poniat a passu de ómini po intrai in stazioni: cun imponénzia, cun importànzia, cun totu is ogus de sa genti puntaus asuba, cumpraxu. Ma candu si firmàt, asutta de is matas de ùlimu prus artas de sa stazioni, e sa genti cumenzàt a si accostiai, su ùrtimu ciuff pariat unu suspiru: fut própiu fadiau. Ma fut prexau su própiu, su trenu de Casteddu: a ananti de sa macchina is cuatru numerus de latoni – 1908 – brilliant che unu sprigu, e su capustatzioni, cun su berretu arrùbiu in conca, fut benendu a ddu arricìri cun grandu arrespetu. Comenti dónnia dì.